# Устінов Володимир Васильович (фізик)
Володимир Васильович Устінов (нар. 9 вересня 1949 року, м. Нижній Тагіл, Свердловська область) — російський фізик, академік Російської академії наук (з 29 травня 2008 року), доктор фізико-математичних наук, спеціаліст у галузі фізики конденсованого стану. Науковий керівник Інституту фізики металів Уральського відділення РАН (УрВ РАН). Член Президії УрВ РАН. Головний редактор журналу «Физика металлов и металловедение».

## Життєпис
Після закінчення у 1971 році фізичного факультету Уральського держуніверситету,  працює в Інституті фізики металів ім. М. Н. Михєєва (ІФМ) Уральського наукового центру Академії наук СРСР (зараз — УрВ РАН). Навчався в аспірантурі, далі працював науковим співробітником. З 1986 року В. В. Устінов завідує Лабораторією електричних явищ, працює заступником директора з наукових питань. З 1998 року — директор Інституту. З 2018 року — науковий керівник Інституту, одночасно очолює Відділ фізики металевих наноструктур. Головний редактор журналу «Фізика металів і металознавство» РАН, член редколегії міжнародного журналу «Journal of Magnetism and Magnetic Materials». Член Президії Уральського відділення РАН, голова докторської дисертаційної ради при ІФМ УрВ РАН, член Бюро Ради директорів РАН, член Комісії РАН з нанотехнологій, член Наукової ради РАН з фізики конденсованих середовищ, член Об'єднаної наукової ради з фізико-технічних наук УрВ РАН. Їм підготовлено 14 кандидатів і 5 докторів фізико — математичних наук.

## Наукова діяльність
Основний напрямок досліджень — електронний і спіновий транспорт у металевих магнітних наноструктурах. В. В. Устиновим виконані роботи з теорії спін-залежного поверхневого розсіювання електронів і вивченню спін — транспортних явищ у магнітних металевих надґратках  з гігантським магнітоопором.
Під керівництвом В. В. Устинова розроблені технології молекулярно-променевої епітаксії  та магнетронного напилювання високодосконалих магнітних металевих наноструктур з гігантським магнітоопором. Створені магнітні сенсори, в основу дії яких покладений ефект гігантського магнітоопору, і спін — інжекційний мазер на електронах провідності, що працює в терагерцовому діапазоні, що перебудовується по частоті магнітним полем.
У роботах В. В. Устинова вирішена задача опису багатоканального відбиття від поверхні металічного кристала носіїв заряду зі складним законом дисперсії, отримані загальні граничні умови, що описують цей процес, проаналізована поведінка ймовірностей поверхневих процесів перекидання й виявлені особливості їх прояву у високочастотних властивостях металів; виявлений і досліджений новий механізм проникнення електромагнітного поля в метал при низьких температурах, що має квантову природу й пов'язаний з інтерференцією електронів, що падають на поверхню металу, та відбитих від неї.
Під керівництвом В. В. Устинова проведене комплексне теоретичне й експериментальне дослідження властивостей вирощених методом молекулярно-променевий епітаксії багатошарових металевих магнітних наноструктур. Вирощені високодосконалі надґратки з неколінеарним міжслойним упорядкуванням і показана принципова можливість керування величиною кута між векторами намагнічености шарів. Розроблена єдина квазікласична теорія ефекту гігантського магнітоопору в металевих надґратках для випадків протікання електричного струму як у площині шарів, так і перпендикулярно площини надґратки, побудована теорія високочастотних властивостей металевих надґраток. Синтезовані, що мають гігантський східчастий магнітоопір, багатошарові металеві наногетероструктури — багатопозиційні спінові клапани, перспективні як матеріали для логічних елементів обробки інформації. Створені широкодіапазонні магнітні сенсори на ефекті гігантського магнітоопору, спін — інжекційний мазер на електронах провідності, що працює в терагерцовому діапазоні та перебудовується по частоті магнітним полем.

## Нагороди, премії, почесні звання
- Нагороджений орденом Пошани (2010)[2], орденом Дружби (2002)[3].
- Лауреат премії імені А. Ф. Іоффе Російської академії наук (2011) за цикл робіт «Спінові явища у напівпровідникових, металевих та магнітних наноструктурах»